# Wolfgang Götze (Maler)
Wolfgang „Wolf“ Götze (* 26. Februar 1906 in Oldenburg; † 25. Januar 1988 in Hamburg) war ein deutscher Künstler.

## Leben
Wolfgang Götze wurde als Sohn von Gustav Götze, des Direktors der dortigen Musikschule geboren. Nach dem Abitur 1926 sollte er die theologische Laufbahn einschlagen. Götze entzog sich jedoch dem Wunsch seines Vaters und begann 1926 in den USA Architektur zu studieren. Schon bald verlagerte er seinen Studienschwerpunkt auf die Ausbildung zum Illustrator und Werbegrafiker. Er arbeitete als Zeichner für den Chicago Tribune und nach seiner Rückkehr nach Deutschland in den 1930er Jahren als Werbegrafiker. In dieser Zeit unternahm er mehrere Reisen nach Frankreich, Spanien und Italien. Hier entstanden seine frühen in Aquarell gemalten Landschaftsbilder und Stadtansichten. Als Soldat der 6. Armee geriet er 1942 bei Stalingrad in Gefangenschaft. Bis 1948 war er in dem Gefangenenlager Beketowka interniert. Im Lager gründete er eine Theater- und Kulturgruppe. Er entwarf die Bühnenbilder, übernahm Theaterrollen und führte Gesangsstücke auf. Daneben malte und zeichnete er Landschaften, Porträts und Tierbilder. Viele seiner Bilder entstanden im Auftrag der Lagerverwaltung, die ihm dafür Farbe und Papier zur Verfügung stellte und ihn vom Arbeitsdienst befreite. Einige Zeichnungen und Aquarelle aus dieser Zeit sind noch erhalten. 1950 siedelte Götze nach Hamburg über und arbeitete als freier Zeichner, Illustrator und Werbegrafiker. 1963 veröffentlichte er eine Sammlung seiner Werke unter dem Namen Mein Hamburg.
Götze schuf mehr als 1000 Ansichten von bekannten und weniger bekannten Gebäuden und Straßenzügen Hamburgs.